# Tico-Tico no Fubá
Tico-Tico no Fubá, mer känd som enbart Tico Tico, är en låt komponerad 1917 av Zequinha de Abreu och Aloysio de Oliveira. Tico-tico är det brasiliansk-portugisiska namnet på fågeln Morgonsparv.
Den kända flamenco-gitarristen Paco de Lucía spelade in en version av låten 1967. Se Paco de Lucia 1967 eller versionen Tico tico gitar. Andra framstående versioner gjordes tidigare av Edmundo Ros (1945), Carmen Miranda, Ray Conniff och The Andrews Sisters.